# Игнатьев, Иван Васильевич
Иван Васильевич Игнатьев (настоящая фамилия Казанский; 7 [19] июня 1892, Санкт-Петербург, Российская империя — 20 января [2 февраля] 1914, там же) — русский поэт, критик и теоретик русского футуризма, издатель, возглавлявший петербургское футуристическое движение начала 1910-х гг.

## Биография

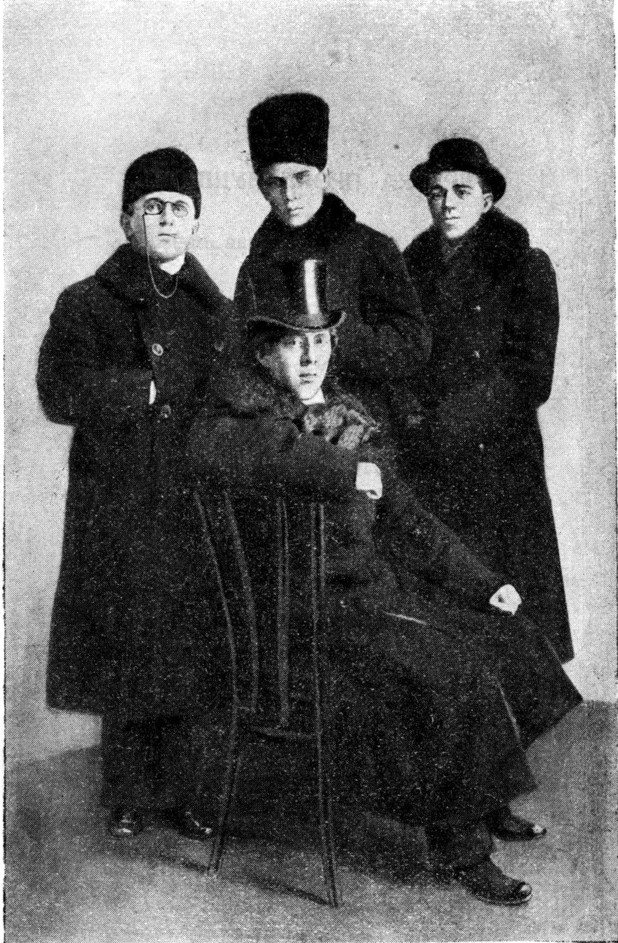
Ареопаг ассоциации Эго-Футуризм. Сидит Иван Игнатьев. Стоят: Дмитрий Крючков, Василиск Гнедов и Павел Широков

Иван Игнатьев родился 7 (19) июня 1892 года в купеческой семье в Санкт-Петербурге. В конце 1911 года Игнатьев знакомится с Игорем Северянином, вождём зарождающегося эгофутуризма и бросает театральные ревю, которые он вёл с 1909 года (все они собраны в книге «Около театра. Миньятюры и зарисовки»). Скоро Игнатьев расходится с Игорем Северяниным и основывает издательство «Петербургский глашатай», которое выпускает одноимённую газету, альманахи и книги эгофутуристов; одновременно, благодаря связям своих родителей, Игнатьев устроил публикации эгофутуристов в купеческой газете «Нижегородец» в 1911—13 гг. Будучи достаточно деятельным и целеустремлённым в своём деле, Игнатьеву в короткое время удалось объединить большинство эгофутуристов под маркой «Петербургского глашатая», заодно привлекая к сотрудничеству крупных поэтов вроде Брюсова, Сологуба и др. К концу 1913 года Игнатьев — признанный глава петербургских футуристов.
В отличие от Игоря Северянина, чьё эго-творчество проецировалось на окружающий мир, стремясь быть всеобъемлющим и утвердить Я «повсеградно», эго-творчество Ивана Игнатьева направлено исключительно на свой внутренний мир, наполненный безысходными устремлениями. Игнатьев писал, что «каждая буква имеет не только звук и цвет, но и вкус, но и неразрывную от прочих литер зависимость в значении, осязание, вес и пространственность». Не останавливаясь на словотворчестве, он широко вводил в свою поззию математические знаки, нотную запись, проектируя визуальную поэзию. Самим Игнатьевым было выпущено всего три книги; в «Эшафот» (1913) вошли почти все его стихотворения, печатавшиеся до того в различных изданиях эгофутуристов.
20 января (2 февраля) 1914 года Игнатьев, на следующий день после своей свадьбы, покончил жизнь самоубийством, зарезавшись бритвой. Его женой стала дочь купца и причины его самоубийства остаются неизвестными.

Цветная гектография в две краски Ольги Розановой, посвящённая памяти Ивана Игнатьева (использовано четверостишие Велимира Хлебникова)

Эгофутуризм после его смерти как целостное направление перестаёт существовать. На смерть Игнатьева отозвались Велимир Хлебников и Борис Пастернак. Посмертно были опубликованы четыре стихотворения в московском альманахе «Руконог» группы Центрифуга (в том же альманахе опубликована направленная против кубофутуристов «Грамота», где Игнатьев объявлен «первым русским футуристом»).